# いなづま (護衛艦・2代)
いなづま（ローマ字：JS Inazuma, DD-105）は、海上自衛隊の護衛艦。むらさめ型護衛艦の5番艦。艦名は「稲妻」に由来し、この名を受け継ぐ日本の艦艇としては旧海軍の雷型駆逐艦「電」、吹雪型駆逐艦「電」、いかづち型護衛艦「いなづま」に続き4代目。
本記事は、本艦の艦暦について主に取り扱っているため、性能や装備等の概要についてはむらさめ型護衛艦を参照されたい。

## 艦歴
「いなづま」は中期防衛力整備計画に基づく平成7年度計画4,400トン型護衛艦、2234号艦として三菱重工業長崎造船所で1997年5月8日に起工され、1998年9月9日に進水、2000年3月15日に就役し、第4護衛隊群第4護衛隊に編入され呉に配備された。
2002年7月1日、テロ対策特別措置法に基づき、護衛艦「あさかぜ」とともにインド洋に派遣、同年9月まで任務に従事し、10月29日に帰国した。
2004年、環太平洋合同演習（RIMPAC）に参加。
2006年3月14日、テロ対策特別措置法に基づき、補給艦「おうみ」とともにインド洋に派遣、同年6月まで任務に従事し、8月7日に帰国した。
2007年5月16日から8月1日の間、護衛艦「くらま」、「ちょうかい」とともに米国派遣訓練に参加。
2008年3月26日、護衛隊改編により第4護衛隊群第8護衛隊に編入された。
2009年9月21日、護衛艦「さざなみ」とともに呉に寄港したオーストラリア海軍補給艦「サクセス」、フリゲート「バララット」と交歓する。
同年10月25日、相模湾で平成21年度自衛隊観艦式に参加。
2011年3月15日、第8次派遣海賊対処行動水上部隊として護衛艦「さざなみ」と共にソマリア沖・アデン湾に向けて呉基地から出航、同年4月9日から7月15日までの間、28回の護衛を実施し同年8月11日帰国した。
2012年10月14日、相模湾で平成24年度自衛隊観艦式に参加。
2014年3月17日、第18次派遣海賊対処行動水上部隊として護衛艦「うみぎり」と共にソマリア沖・アデン湾へ向けて呉基地から出航した。同年4月23日、アデン湾にて漂流船を発見し乗船者75人を救助する。等の任務に従事し、同年9月20日、帰国した。
同年10月24日、編成替えにより第4護衛隊群第4護衛隊に編入された。
2016年7月10日、第25次派遣海賊対処行動水上部隊として護衛艦「すずつき」と共にソマリア沖・アデン湾へ向けて呉基地から出航し、
翌年1月12日、帰国した。
2017年11月3日から6日にかけて日本海において日米印共同訓練を実施した。米海軍は空母「ロナルド・レーガン」と駆逐艦「チャフィー」、インド海軍はフリゲート「サツプラ」及びコルベット艦「カドマット」が参加した。 また、同月12日には護衛艦「まきなみ」及び「いせ」とともに空母「ロナルド・レーガン」、「ニミッツ」、「セオドア・ルーズベルト」他、艦艇数隻と日米共同訓練を実施した。 
2018年7月の豪雨の影響により呉市内で断水が発生したことを受け、7月8日から艦内の入浴施設を被災者に開放。本艦は主に呉市在住者向けの「男湯」として機能した。「いなづま」の入浴・給水支援活動は7月19日まで継続された。
同年8月26日から10月30日まで護衛艦「かが」、「すずつき」とともにインド太平洋方面派遣訓練に参加し、インド、インドネシア共和国、シンガポール共和国、スリランカ民主社会主義共和国、フィリピン共和国を訪問する。9月13日には南シナ海で潜水艦「くろしお」と合流し、対潜戦の訓練を実施した。9月26日にはスマトラ島西方海空域において「かが」とともに南シナ海へ向かうイギリス海軍フリゲート「アーガイル」と日英共同訓練を実施した。
2019年5月21日、練習艦「かしま」と共に『令和元年度遠洋練習航海』に出発。第69期一般幹部候補生課程修了者約190名（うちタイ王国海軍少尉1名）を含む約580名と共に157日間で11カ国、13寄港地を訪問、10月24日に横須賀に帰投した
。
2021年11月10日から12日にかけて、四国南方訓練海空域においてオーストラリア海軍フリゲート「ワラマンガ」と共同訓練を実施した。なお、防衛省はその際、「ワラマンガ」に対し、自衛隊法に基づく「武器等防護」を実施したと発表した。同省によると、米軍以外を対象とした実施は初めて。
2022年2月8日から3月19日にかけて、練習艦「はたかぜ」とともに第55期一般幹部候補生課程（部内課程）学生の外洋練習航海に参加する。その参加途中の2月16日及び17日には沖縄東方海空域において米海軍空母「エイブラハム・リンカーン」、巡洋艦「モービル・ベイ」、駆逐艦「スプルーアンス」と共同訓練を実施した。2月26日、ダナン沖においてベトナム海軍TT-400TP型哨戒艇「HQ-277」と日越親善訓練を実施した。3月6日には、パラオ周辺においてパラオ共和国海上保安局巡視船「ケダム」と日パラオ親善訓練を実施した。
同年4月8日から17日にかけて、護衛艦「こんごう」とともに、日本周辺（東シナ海及び日本海を含む。）において米海軍空母「エイブラハム・リンカーン」空母打撃群（巡洋艦「モービル・ベイ」、駆逐艦「スプルーアンス」、補給艦「ティピカヌー」、貨物弾薬補給艦「リチャード・Ｅ・バード」）と共同訓練を実施した。その間、12日には「こんごう」、航空自衛隊のF-2戦闘機と日本海において、「エイブラハム･リンカーン」空母打撃群と日米共同訓練を実施し、翌13日には、航空自衛隊F-2戦闘機と共に日本海において「エイブラハム・リンカーン」米空母打撃群と艦艇への攻撃訓練を実施した。
2023年1月10日、周防大島沖で座礁し航行不能になった（#事故を参照）。
2025年4月3日、沖縄南方海空域において第31航空群第81航空隊のUP-3D、米海軍EA‐18Gとともに日米共同訓練を実施した。
現在は、第4護衛隊群第4護衛隊に所属し、定係港は呉である。

### 歴代艦長
| 代 | 氏名       | 在任期間               | 出身校・期 | 前職                                 | 後職                                        | 備考                 |
| -- | ---------- | ---------------------- | ---------- | ------------------------------------ | ------------------------------------------- | -------------------- |
| 01 | 中村泰信   | 2000.3.15 - 2001.3.22  | 防大20期   | いなづま艤装員長                     | 海上幕僚監部副監察官                        |                      |
| 02 | 徳永明洋   | 2001.3.23 - 2002.5.11  | 防大21期   | 海上幕僚監部副監察官                 | 大湊海上訓練指導隊船務航海科長              |                      |
| 03 | 品川 隆    | 2003.5.12 - 2005.5.9   | 防大23期   | 海上訓練指導隊群司令部幕僚           |                                             |                      |
| 04 | 大仲和弘   | 2005.5.10 - 2007.10.16 | 防大27期   | せとゆき艦長                         | 海上自衛隊第1術科学校教官 兼 研究部員       |                      |
| 05 | 関川秀樹   | 2007.10.17 - 2009.3.18 | 防大29期   | いしかり艦長                         | 横須賀地方総監部管理部総務課長              |                      |
| 06 | 田中久行   | 2009.3.19 - 2010.8.17  | 防大29期   | やまぎり艦長                         | 海上自衛隊第1術科学校主任教官 兼 研究部員   |                      |
| 07 | 山口正之   | 2010.8.18 - 2011.9.11  | 防大28期   | はまゆき艦長                         | 自衛艦隊司令部幕僚                          |                      |
| 08 | 日髙孝次   | 2011.9.12 - 2012.6.25  | 防大29期   | しらせ副長                           | 海上幕僚監部防衛部運用支援課 南極観測支援室 |                      |
| 09 | 可知俊一郎 | 2012.6.26 - 2014.9.23  |            | すま艦長                             | 横須賀海上訓練指導隊教育科長                |                      |
| 10 | 水田英幹   | 2014.9.24 - 2015.7.23  | 防大32期   | 大湊地方総監部管理部人事課長         | くらま艦長                                  | 2015.7.1 1等海佐昇任 |
| 11 | 田代操一朗 | 2015.7.24 - 2017.3.30  | 防大41期   | こんごう船務長 兼 副長               | 中央システム通信隊副長                      |                      |
| 12 | 増田信之   | 2017.3.31 - 2018.3.22  | 防大44期   | 海上幕僚監部人事教育部厚生課         | 海上幕僚監部人事教育部補任課                |                      |
| 13 | 落水酉紀   | 2018.3.23 - 2019.1.25  | 防大42期   | 護衛艦隊司令部                       | 護衛艦隊司令部                              |                      |
| 14 | 國分一郎   | 2019.1.26 - 2020.3.31  |            | いずも副長                           | 護衛艦隊司令部 兼 自衛艦隊司令部            |                      |
| 15 | 角道保史   | 2020.4.1 - 2021.8.9    |            | あすか運用長 兼 副長                 | 護衛艦隊司令部                              |                      |
| 16 | 靏田耕平   | 2021.8.10 - 2022.9.4   |            | 護衛艦隊司令部幕僚 兼 自衛艦隊司令部 | 海上幕僚監部防衛部装備体系課                |                      |
| 17 | 相澤一実   | 2022.9.5 - 2023.8.20   |            | 護衛艦隊司令部幕僚 兼 自衛艦隊司令部 | 海上自衛隊幹部学校                          |                      |
| 18 | 吉田 潤    | 2023.8.21 -            |            | 護衛艦隊司令部幕僚                   |                                             |                      |

## 事故
2023年1月10日0時10分頃、山口県周防大島町・沖家室島の南方およそ2.5kmの海域を航行中に乗員が大きな振動を感じたため、錨を下ろして停泊した。
午後0時半頃、「大きな衝撃音があった。自力航行できない」と海上保安庁第六管区海上保安本部に通報した。けが人や浸水はない。船体後方から約30メートル四方に油が漏れ出したが、乗員が吸着マットで除去した。本艦はJMU因島造船所での修理を終えて、試運転中だった。
他艦により曳航予定であったが、潜水調査の結果、艦首船底にあるソナードームに亀裂とへこみがあり、左右のスクリューが損傷、右スクリューのプロペラ（羽根）が一部脱落して可変ピッチプロペラの作動油が漏洩、左右2枚ある舵板のうち右側の軸がずれていることが判明した。このため、パテにより漏油箇所を埋めて流出を防ぐ措置を行ったが完全な遮断には至らず、漏油が完全に止まるまでは曳航しないと発表された
。1月13日、現場付近の浅瀬から本艦のものとみられる塗膜が見つかった。浅瀬の岩が砕けた痕跡もあり、本艦が接触したとみられる。また同日、海上自衛隊は「1月15日に広島県尾道市のJMU因島事業所へ移動させる。」と発表した。損傷部分からの油漏れが止まり、移動の調整がついたためで15日午前8時ごろから神原ロジスティクス社の曳船「鳳翔丸」で尾道市因島の造船所に向けてえい航を開始し、午後5時過ぎに造船所の沖まで到着した。翌16日午後2時前、えい船にひかれ再び動き出し、午後3時前、事故前に点検で入っていたJMU因島事業所に入港した。なお、海自によると、13日に海自の潜水員が脱落したスクリュー1枚とみられるものを近くの海底で見つけた。また、防衛省の事故調査委員会が調査を開始した。
同年5月9日、海上幕僚監部の事故調査委員会が、艦長の指揮監督が不適切だったなどとする報告書を公表した。事故調では艦長以下への聞き取りなどで、従来の針路からの逸脱距離や海図上の障害物を十分に確認せず、現場の浅瀬の存在を認識していなかったと認定。また、乗組員間での情報伝達や共有態勢が不十分だったとした。加えて、出港前日までに義務付けられている航路上の状況を確認、検討する「事前研究会」も実施されていなかったことも不適切だとした。なお、本艦の修理期間が数年程度かかるとの見通しも明らかになり、修理費用は現時点で40億円程度と見込んでいる。
同年11月24日、柳井海上保安署は当時の艦長、同砲術長、同水雷長を業務上過失往来危険の疑いで書類送検した。艦長が十分に検討せず航路変更を指示したことや砲術長と水雷長の幹部2人が障害物の確認をしなかったことが事故の原因とした。
2024年1月15日、柳井区検は事故当時の艦長、同砲術長、同水雷長の3容疑者を業務上過失往来危険罪で柳井簡裁に略式起訴したと発表した。2023年12月27日付。同簡裁は1月10日、元艦長に罰金50万円、ほかの2人に同40万円の略式命令を出した。同年3月19日、海上自衛隊は当時の艦長を停職1か月、乗員だった幹部4人を停職1日～3日とする懲戒処分を発表した。
2025年5月31日午前には、第44回横浜開港祭での一般公開に向け横浜ハンマーヘッド9号岸壁に接岸中のところ船体後方側と岸壁の間にあった防舷物（フェンダー）1つを破裂させる事案が発生した。岸壁には緩衝材があったため幸いにも岸壁・船体の破損はなくけが人もなかったが、接岸作業のやり直しが発生した。

## 不祥事
2024年4月26日、防衛省は2022年6月、本艦で特定秘密保護法上の「適性評価」を経ていない隊員1人に特定秘密の取り扱いを任せたとして、当時の艦長ら1佐と3佐、2尉を停職6日、2佐を減給6分の1（2カ月）の懲戒処分とした。艦長は資格を確認せず、部下の管理担当者らも含め名簿管理や定期検査がずさんだった。隊員は約2カ月間、艦内の戦闘指揮所でスクリーンに表示された船舶の航跡情報を海図に転記する任務にあたった。

## その他
「いなづま」の名を持つ日本の艦艇は、妙に衝突と縁があり、その全艦が衝突事故（被衝突含む）を起こしている。初代は商船との衝突により沈没した。
2代目は姉妹艦に衝突して相手が沈没したほか、数回の衝突事故を起こした。3代目は僚艦に衝突されているが両艦とも沈没は免れた。
そして、4代目となる本艦も上述の通り事故を起こした（ただし、他艦船との衝突ではない）。

## ギャラリー

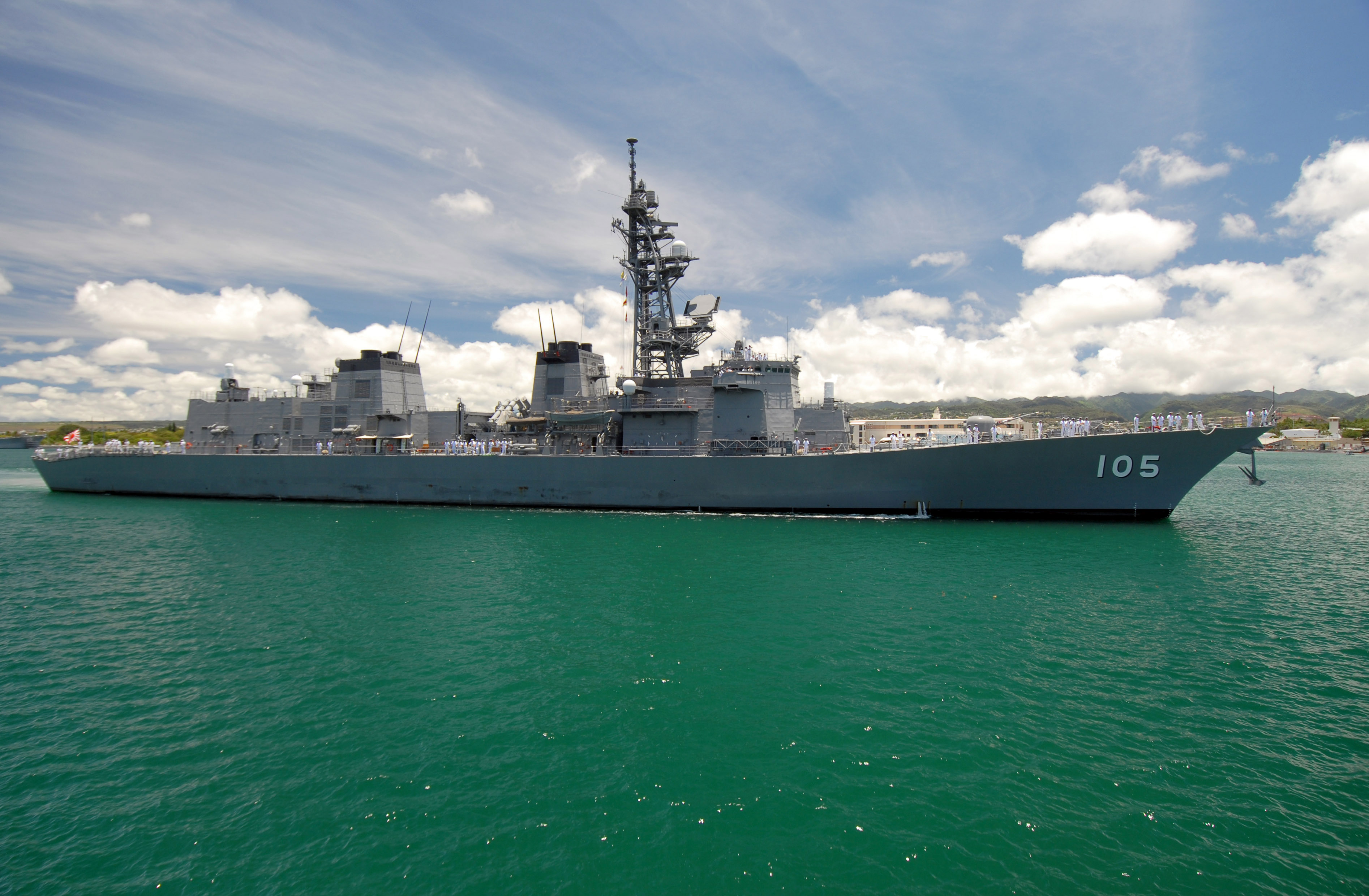
真珠湾に入港中の「いなづま」
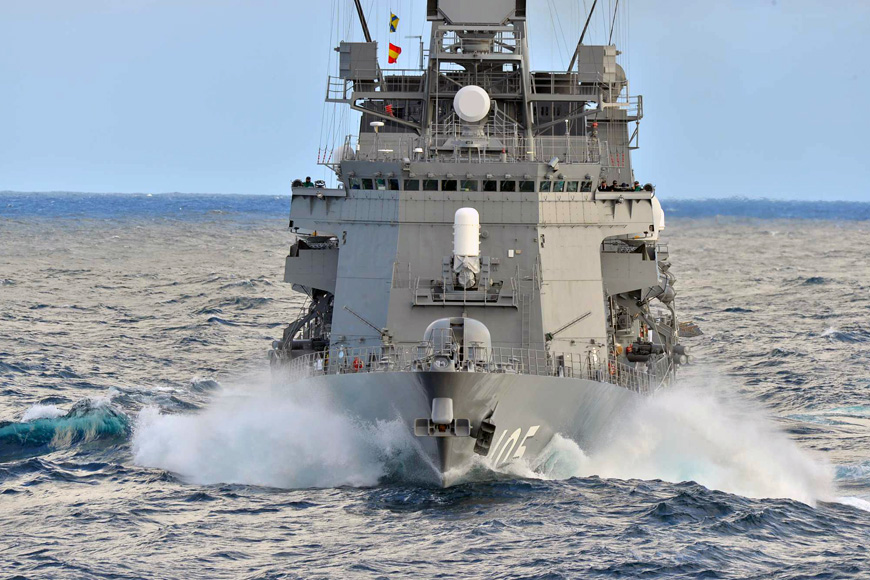
波濤を超えてゆく「いなづま」
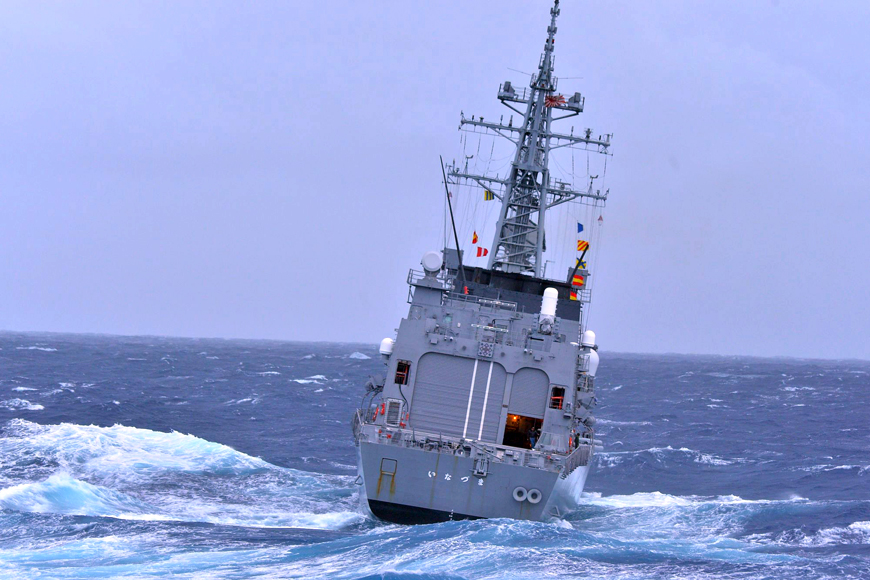
後方から見た「いなづま」
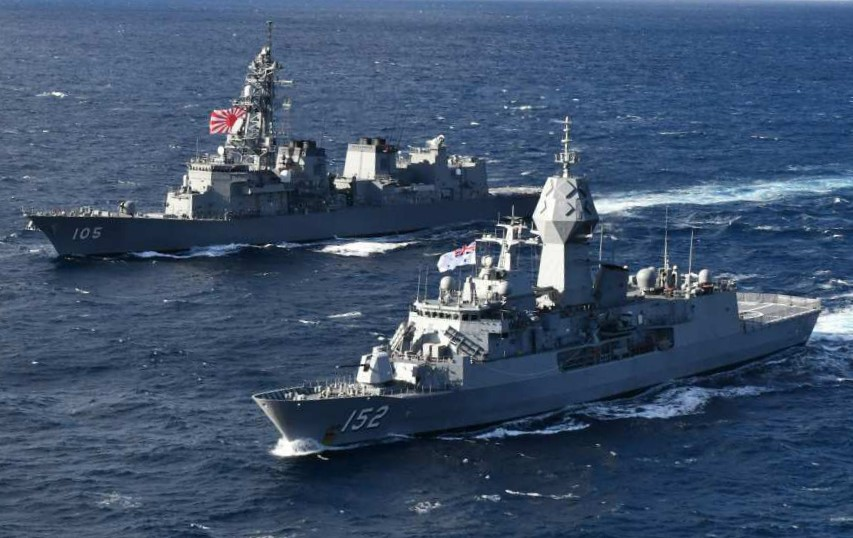
四国南方においてオーストラリア海軍フリゲート「ワラマンガ」と共同訓練を実施中の「いなづま」
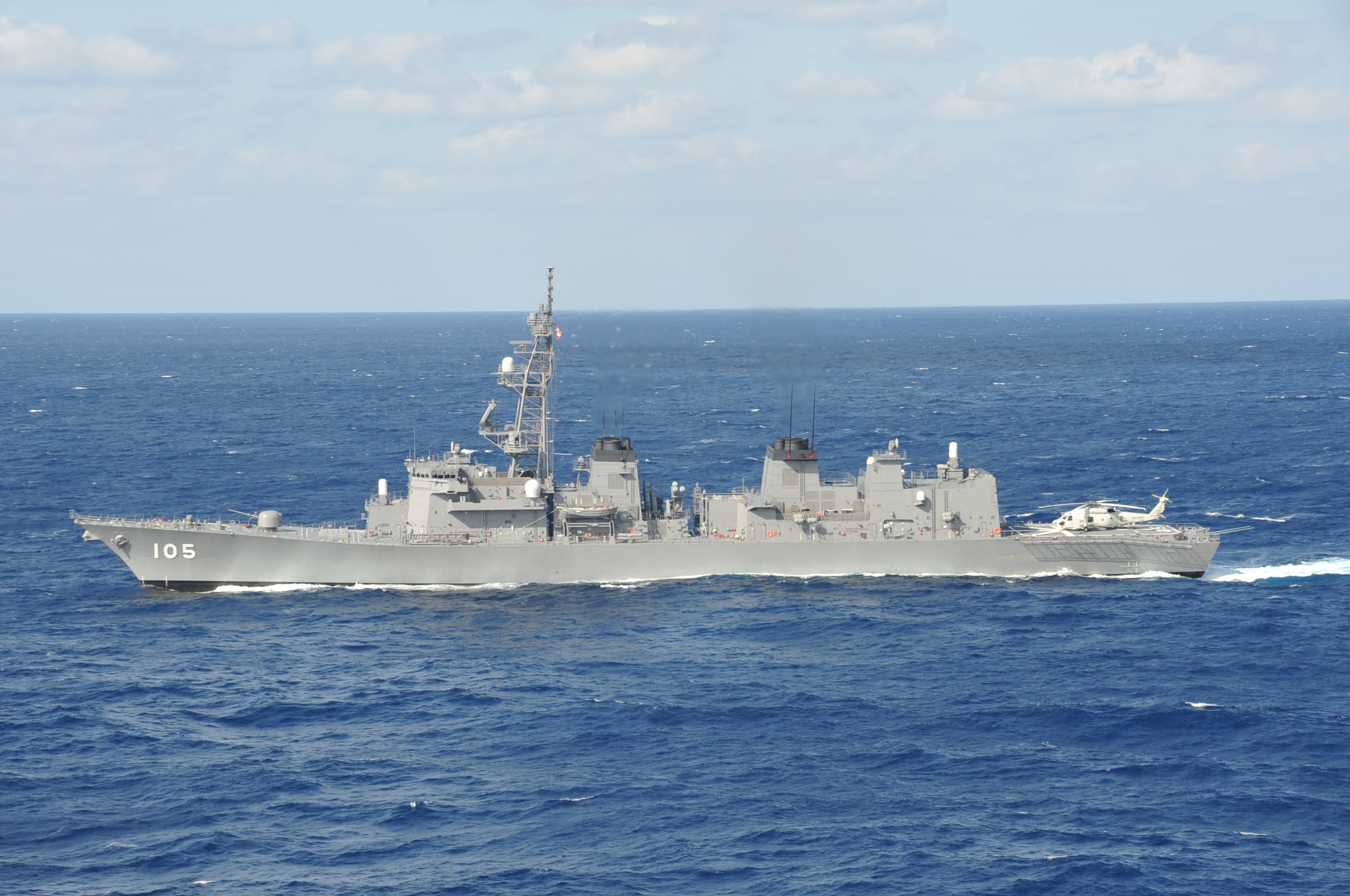
洋上を往く「いなづま」
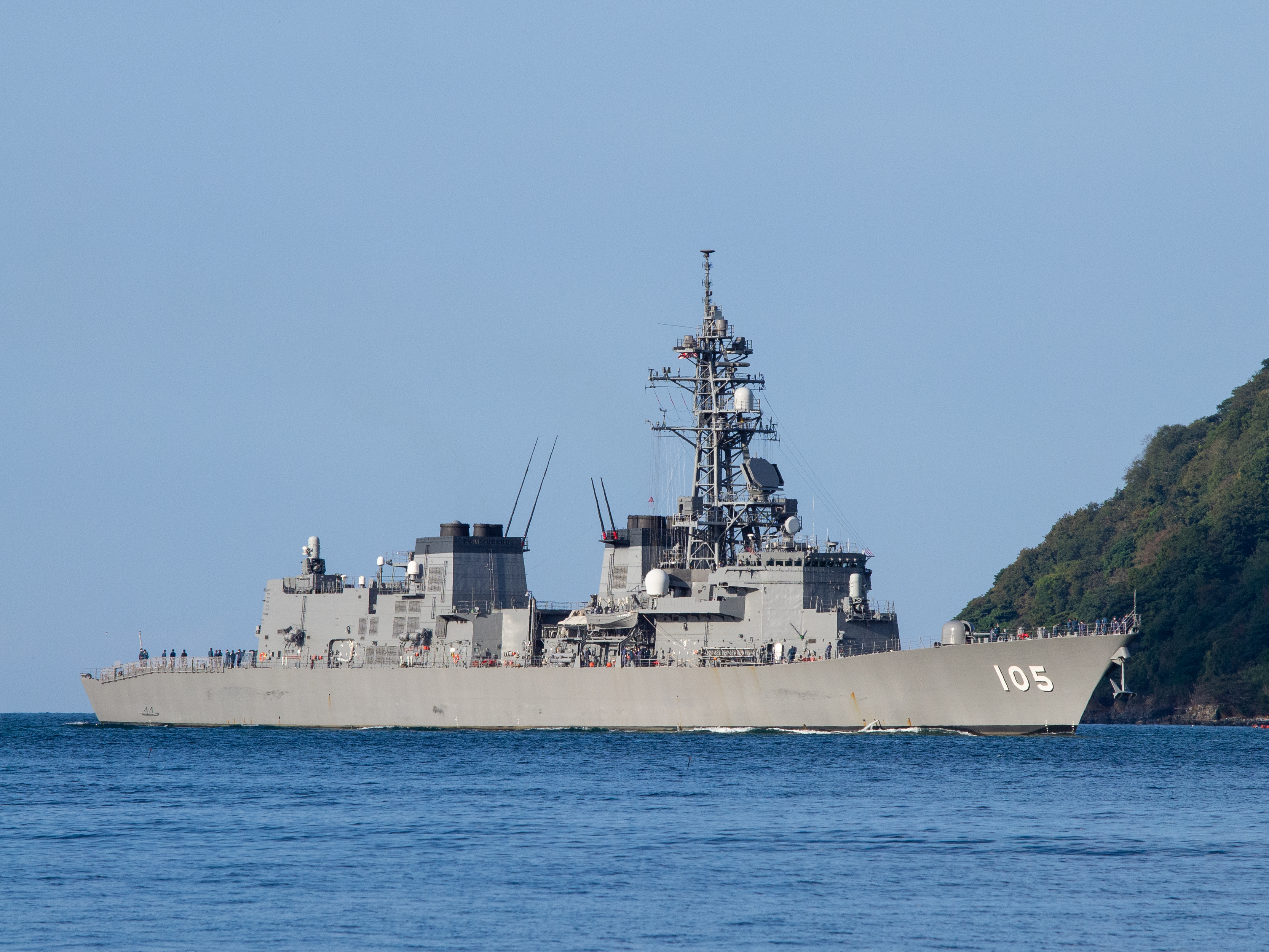
舞鶴港口にて
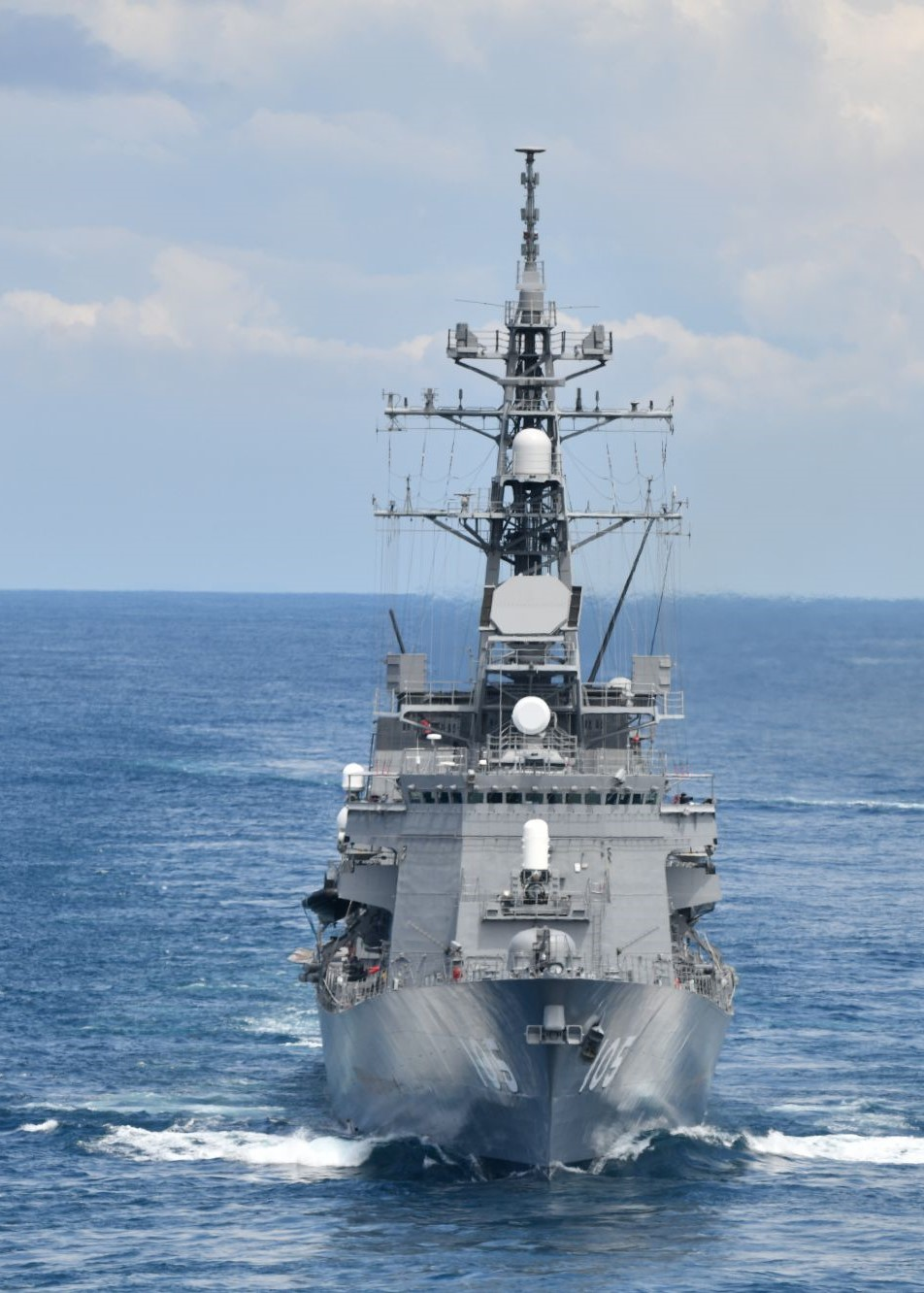
艦首から見た「いなづま」
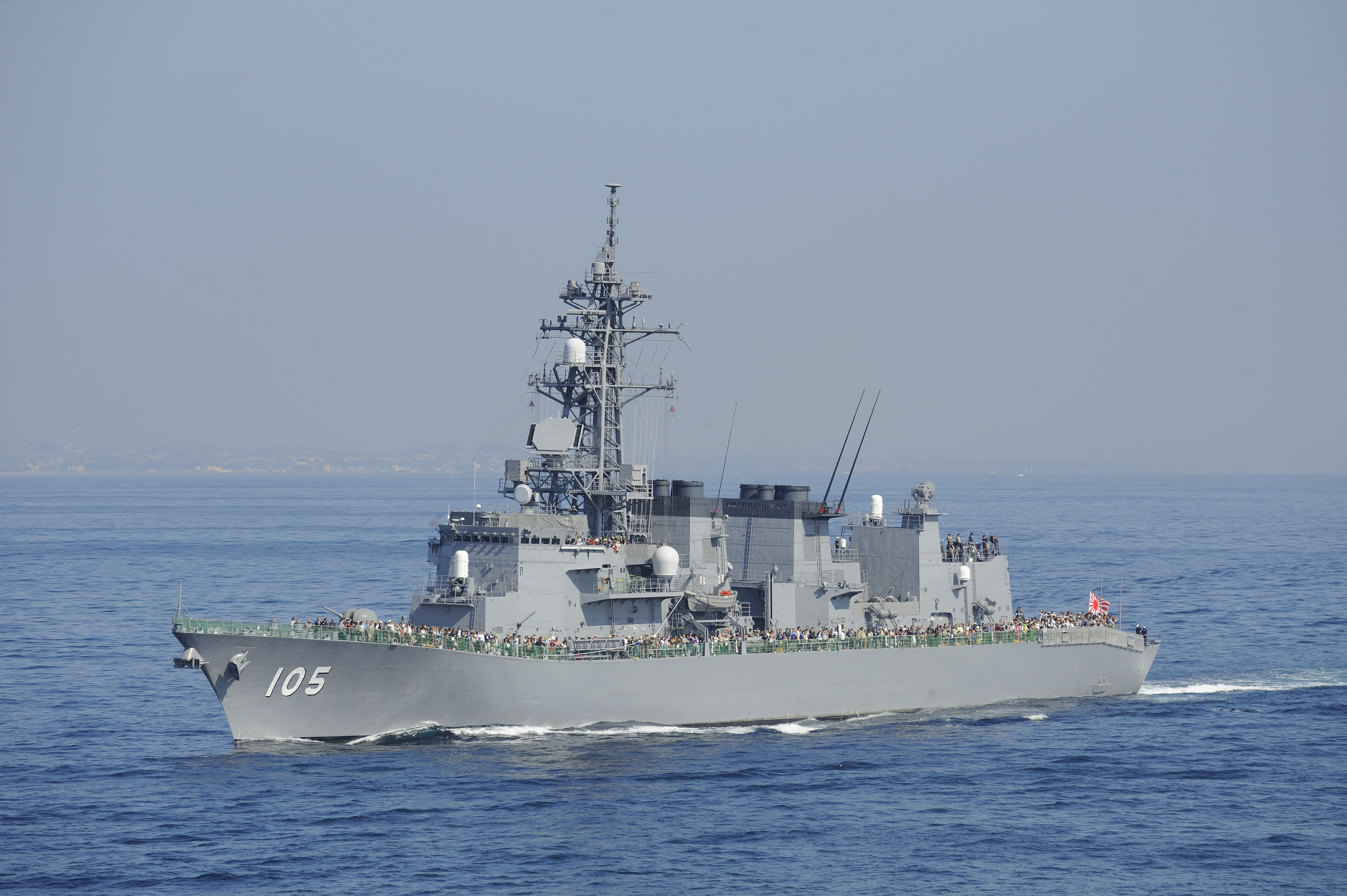
平成21年度観艦式予行における「いなづま」